# Christine Arron
Christine Arron (nascuda el 13 de setembre de 1973 a Les Abymes, a l'illa de Guadalupe) és una atleta francesa, especialista en proves de velocitat. És la plusmarquista europea dels 100 metres llisos amb 10'73.

## Carrera esportiva
Arron va arribar des Guadalupe a França el 1990, amb setze anys, i es va convertir en una de les millors velocistes del món. Es va donar a conèixer el 1997 quan va ser quarta en els 100 metres dels campionats mundials d'Atenes i bronze amb l'equip francès de relleus 4x100 m.
El 1998 va aconseguir el seu triomf més important, en els campionats d'Europa de Budapest, Hongria, on va guanyar l'or dels 100 metres i a més va batre el rècord europeu amb 10.73, que tenia la russa Irina Privalova des de 1994 amb 10.77. Per completar la seva gran actuació, va guanyar l'or dels relleus 4x100 m amb el seu país. Va ser triada com la millor atleta europea de l'any.
El 1999 va decebre bastant i només va poder acabar sisena en els 100 m dels mundials de Sevilla, Espanya, amb una marca de 10.97, que la van situar en novena posició del rànquing mundial de l'any. En els relleus 4x100 França va guanyar la medalla de plata només per darrere dels Estats Units
Va tenir una molt discreta actuació en els Jocs Olímpics de Sydney 2000, on no va poder classificar-se per a la final de 100 metres.
El 2001 va decidir anar a Los Angeles, Estats Units, per entrenar amb el grup de John Smith, un famós preparador de velocistes, i preparar els mundials d'Edmonton, Canadà. Va ser una amarga experiència, pels durs entrenaments i finalment ni tan sols va poder acudir als mundials a causa d'una lesió. A partir d'aquí va decidir deixar l'atletisme per un temps, i prendre les coses amb més calma.
Al juny de 2002 va néixer el seu primer fill, Ethan, fruit de la seva unió amb l'ex corredor de tanques francès Dan Philibert.
Després d'un llarg parèntesi va tornar a la competició el 2003, i va competir en els mundials celebrats a París, on va ser cinquena en la final de 100 metres amb 11,06, i va guanyar l'or amb l'equip de relleus 4x100 de França, que estava format per Patricia Girard, Muriel Hurtis, Sylviane Félix i Christine Arron.
El 2004, encara que va arribar als Jocs Olímpics d'Atenes amb una de les millors marques mundials (10,95 poques setmanes abans) va decebre i no va aconseguir accedir a la final de 100 m (va ser sisena en la seva semifinal) ni tampoc a la de 200 m (setena en semifinals). Almenys va poder guanyar la seva primera medalla olímpica, ja que França va ser tercera en els relleus 4x100 metres, després dels equips de Jamaica i Rússia. L'equip el formaven Veronique Mang, Muriel Hurtis, Sylviane Fèlix i Christine Arron.
El 2005 semblava que els mundials de Hèlsinki, Finlàndia, eren la seva gran oportunitat en els 100 metres, una carrera sense cap favorita clara. Hi havia causat una gran impressió en les eliminatòries, i en la final va acabar en tercera posició amb 10.98, en una final sota la pluja que va ser guanyada per la nord-americana Lauryn Williams (10,93), sent segona la jamaicana Veronica Campbell (10,95). En aquests mundials també va aconseguir el bronze en els 200 metres amb 22.31, després de les nord-americanes Allyson Felix i Rachelle Boone-Smith.
 
Arron és una atleta de gran qualitat que no obstant això sol fallar en les grans competicions, com mundials o Jocs Olímpics. La seva manera de córrer és molt elegant i tècnicament és de les millors, encara que no destaca per la seva potència muscular.
La seva marca de 10,73 a més de rècord d'Europa en la tercera marca mundial de tots els temps, només superada per l'estratosfèric rècord de Florence Griffith (10,49 el 1988) i els 10,65 fets per Marion Jones a Johannesburg, Sud-àfrica, el 1998. Això l'ha portat a fer unes polèmiques declaracions en què deia que ella era la veritable plusmarquista mundial de la distància, en referència a les sospites de dopatge que recauen tant sobre Florence Griffith, com sobre Marion Jones.

### Millors marques
- 100 Metres- 10,73 (Rècord d'Europa)
- 200 Metres- 20,26